# Batalha de Paso de Mercedes
A Batalha de Paso de Mercedes foi travada em 18 de junho de 1865 durante a invasão paraguaia da província argentina de Corrientes. A batalha ocorreu em Bella Vista ao longo do Rio Paraná, a oeste de Mercedes.

## Historia

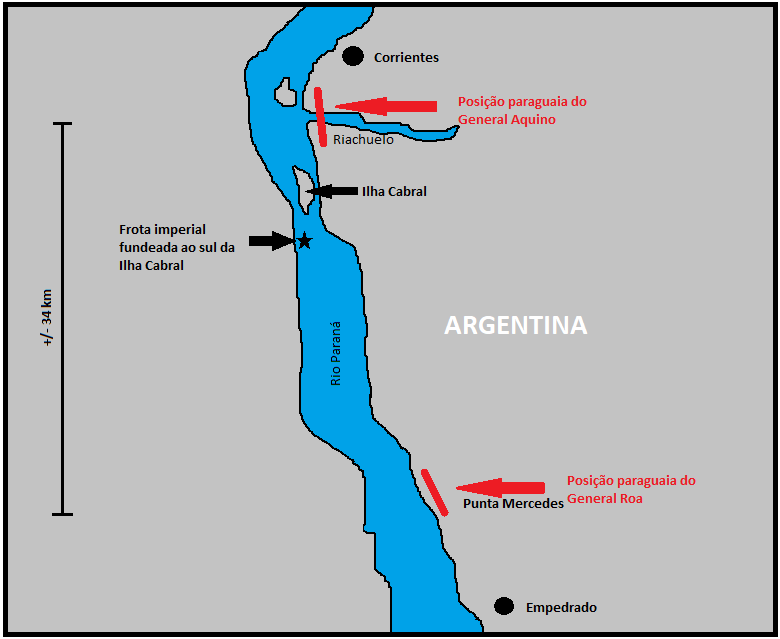
Gráfico mostra o plano paraguaio para emboscar a frota imperial brasileira na Passagem das Mercedes em 18 de junho de 1865..

Após a Batalha do Riachuelo, José María Bruguez, comandante paraguaio, mudou seus homens e as baterias do Major Aquino para Punta Mercedes, a cerca de 24 km ao norte de Corrientes, até o quilometro 1157 do Rio Paraná. Na tentativa de cortar a frota da sua base de abastecimento. Ele escolheu essa posição em penhascos de 15 metros, pois afinal as armas estavam bem na frota que passava, da qual ele disparou.:36
A frota da Marinha do Brasil consistiu em navio de fragata de vapor do Amazonas (navio-bandeira), Apa, 6 canhoneiras: Ipiranga, Beberibe, Mearim, Araguary, Ivahy e o Iguatemy; Corvetas: Parnahyba, Belmonte, Maje, e o Itajaí navios de vapor. Uma vez passado o desafio, Barroso continuou a mais 9,6 km, onde ele parou para a noite. Bruguez, entretanto, apoiou as baterias e dirigiu-se mais uma vez rio abaixo para Punta Cuevas, a 25 km ao sul da cidade de Bella Vista, onde repetiu sua ação contra a frota na Batalha de Paso de Cuevas.

## Outras leituras
- Caillet-Bois, Teodoro (1944). Historia Naval Argentina. Buenos Aires: Imprenta López
- Beverina, Juan (1973). La Guerra del Paraguay (1865-1870). Buenos Aires: Círculo Militar
- Theotonio Meirelles Da Silva, Historia Naval Brazileira, BiblioBazaar, LLC, 2008.
- Mendonça, Mário F. e Vasconcelos, Alberto, Repositório de Nomes dos Navios da Esquadra Brasileira, Río de Janeiro, 1959
- Andréa, Júlio, A Marinha Brasileira: florões de glórias e de epopéias memoráveis, Río de Janeiro, SDGM, 1955.